# Fusuke Fuunroku
Fusuke Fuunroku (フースケ風雲禄) is een humoristische seinenmanga van Osamu Tezuka die bestaat uit 21 korte verhalen. De strip werd oorspronkelijk uitgegeven in het tijdschrift Weekly Manga Sunday van Jitsugyo no Nihon Sha van 20 mei 1970 tot 20 juni van datzelfde jaar.
De verhalen volgen Fusuke Shimomura, een jonge onsuccesvolle businessman met geldgebrek. Het merendeel van de verhalen spelen zich af in de jaren 1960 en zijn gevuld met woordgrappen en seksueel getinte situaties. Drie verhalen uit de bundel zijn historisch geïnspireerd.
In 2014 werd de strip vertaald naar het Frans door Éditions FLBLB.